# Fuck everyone and run (FEAR)
Fuck everyone and run (FEAR) is het achttiende studioalbum van Marillion. 

## Geschiedenis
De eerste tekenen van het album dienden zich aan in september 2015. De band kondigde aan dat ze bezig waren met M18 (hun achttiende album) en dat ze geld nodig hadden de productie rond te krijgen. Ze startten een crowdfundingactie via PledgeMusic. Het album verscheen een jaar later op 23 september 2016. Door het bijeengebrachte geld kon de band ook op tournee door Zuid en Noord-Amerika. In de tijd dat ze om geld vroegen, was de band trouwens al met opnamen bezig. Opnamen stammen uit de periode 2014-2016 toen Marillion bezig was in hun eigen geluidsstudio The Racket Club, maar ook in de Real World Studio van Peter Gabriel, alwaar ze ook al eerder opnamen maakten. Hun vaste muziekproducent Michael Hunter was ook weer van de partij. Zoals gebruikelijk werden fans op de regelmatig op de hoogte gehouden van de ontwikkelingen. In april 2016 brachten ze het hoesontwerp naar buiten en toen was ook de titel bekend Fuck everyone and run (FEAR). Het album kwam in diverse vormen uit (cd. lp etc.).
Voor het volgende studioalbum moest tot 2022 gewacht worden: An hour before it's dark.

## Inhoud
Voor wat tekst betreft is het album zowel een conceptalbum als een protestalbum. Marillion ageert tegen de angst en het geweld in de wereld. De band wilde een statement maken in de hoop dat de wereld een klein beetje zou veranderen. De tekstschrijver Hogarth constateerde dat de bewoners van de Aarde steeds minder te vertellen hebben en dat de wereld draait om grote bedrijven en het grote geld, of dat oligarchen uit Rusland zijn, sjeiks uit Saudi-Arabië of bankiers uit het Westen, hij duidt ze aan als The new kings. De titel van het album is afkomstig van Hogarth, maar hij had er zelf enige moeite mee. Hij had het idee dat een titel met Fear en Fuck de mensen zou afschrikken. Hogarth lichtte daarom toe dat de titel F*** everyone and run niet bedoeld was om te shockeren, maar gewoon een vaststelling van de toestand in de wereld, waar het hoogste gedachtegoed lijkt te zijn "Ieder voor zich". Rothery lichtte nog toe dat de band geen partij wilde kiezen, maar alleen wilde constateren. Rothery was in zijn ogen bij dit album sowieso actiever dan eerder; hij had door het uitbrengen van soloalbums als The ghosts of Pripyat meer zelfvertrouwen dan voorheen.
The new kings laat de titel horen Fuck everyone and run. Het is kopen en kopen ("buying London and Monaco") en het gevoel van macht ("We do as we please" en "We’re too big to fall") en dat hun macht ook beschermd wordt, zoals terug te zien was bij het overeind houden van banken, terwijl zij slachtoffer waren van hun eigen fouten. Why is nothing ever true handelt over het idee, dat je wat zou hebben betekend in de wereld ("you thought you mattered"), maar dat je langzaam het idee krijgt dat je er niet meer toe doet ("On your knees peasant"). Marillion constateerde ook dat we het eigenlijk deels aan ons zelf te danken hebben.

## Musici
- Steve Hogarth – zang, hammered dulcimer (The new kings) en basxylofoon (The leavers)
- Steve Rothery - gitaar, fretless basgitaar (White paper)
- Pete Trewavas – basgitaar, zang
- Mark Kelly – toetsinstrumenten
- Ian Mosley – drumstel

Met
- Sofi Hogarth – zang (El Dorado, The leavers, The new kings)
- Jennie Rothery – zang (The leavers)
- strijkkwartet bestaande uit Eleanor Gilchrist, Geraldine Berreen (viool), Teresa Whipple (altviool) en Abigail Trundel (cello)

## Muziek
| Nr. | Titel                                    | Duur |
| --- | ---------------------------------------- | ---- |
| 1.  | El Dorado (Long-shadowed sun)            | 1:26 |
| 2.  | El Dorado (The gold)                     | 6;13 |
| 3.  | El Dorado (Demolished lives)             | 2:24 |
| 4.  | El Dorado (Fear)                         | 4:08 |
| 5.  | El Dorado (The grandchildren of apes)    | 2:35 |
| 6.  | Living in fear                           | 6:26 |
| 7.  | The leavers (Wake up in music)           | 4:27 |
| 8.  | The leavers (The remainers)              | 1:35 |
| 9.  | The leavers (Vapour trails in the sky)   | 4;49 |
| 10. | The leavers (The jumble of days)         | 4:20 |
| 11. | The leavers (One tonight)                | 3:56 |
| 12. | White paper                              | 7:19 |
| 13. | The new kings (Fuck everyone and run)    | 4:22 |
| 14. | The new kings (Russia’s locked doors)    | 6:25 |
| 15. | The new kings (A scary sky)              | 2:34 |
| 16. | The new kings (Why is nothing ever true) | 3:24 |
| 17. | Tommorow’s new country                   | 1:47 |

## Singles
Op 7 juli 2017 kregen donateurs de mogelijkheid om via download een eerste single The new kings te beluisteren, dat in twee versies verscheen; de suite en een kortere versie, die ook verscheen op het YouTubekanaal van de band. In september 2017 volgde Living in fear.

## Verkoop
Het album ging in Engeland en Schotland vlot over de toonbank en haalde de vierde plaats in de albumlijsten aldaar. Traditiegetrouw behaalde het album ook in Nederland goede verkoopcijfers (Nederland heeft vanaf de oprichting van de band een vaste schare fans). Er werd daar een zesde plaats gehaald in de Album Top 100, het album verdween echter al weer na vijf weken. In de Belgische Ultratoplijsten (Vlaanderen en Wallonië) kwam het niet zover, het haalde de top 25 niet, ook daar was het zolang genoteerd.